# Pulteney Bridge

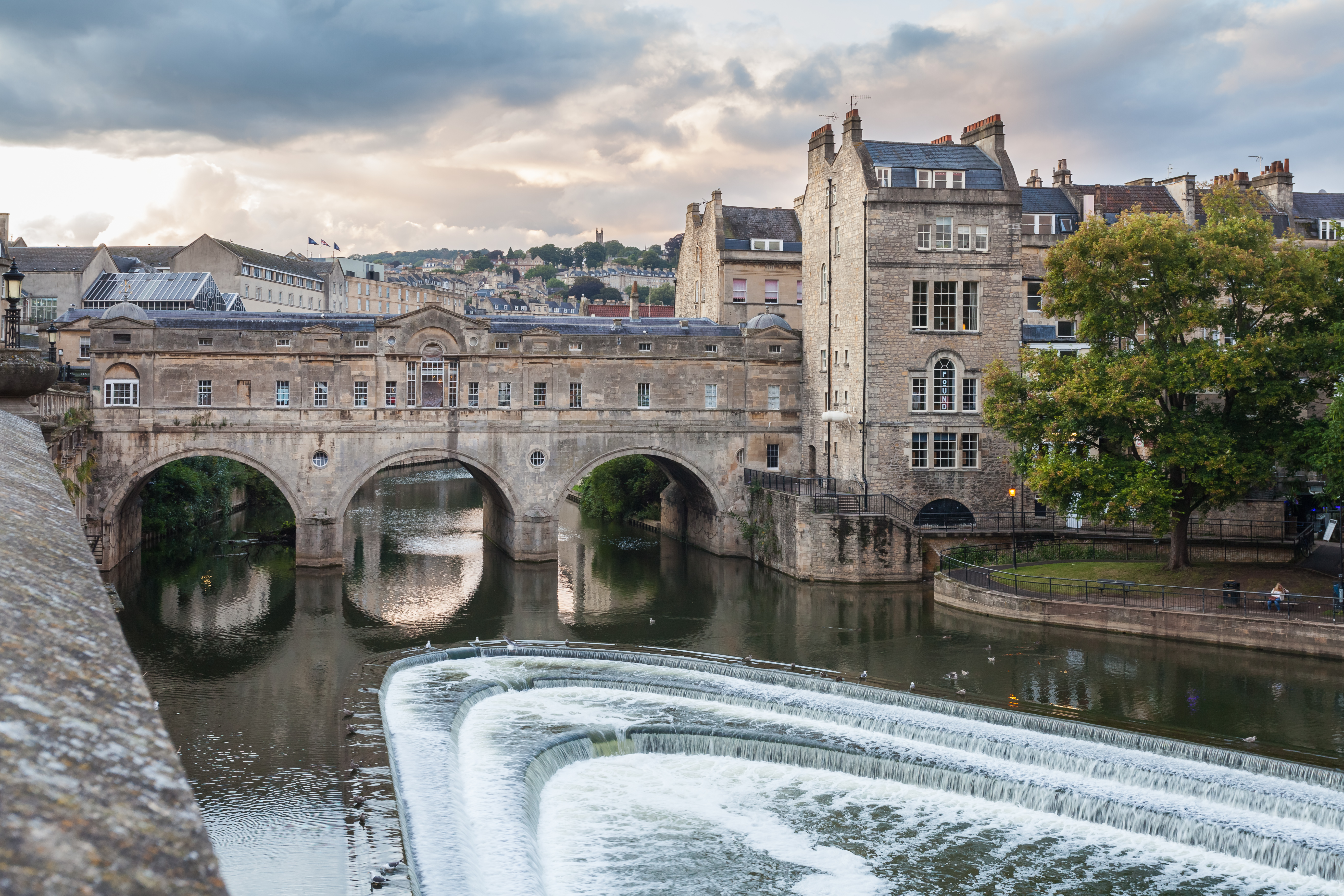
Pulteney Bridge über dem Fluss Avon

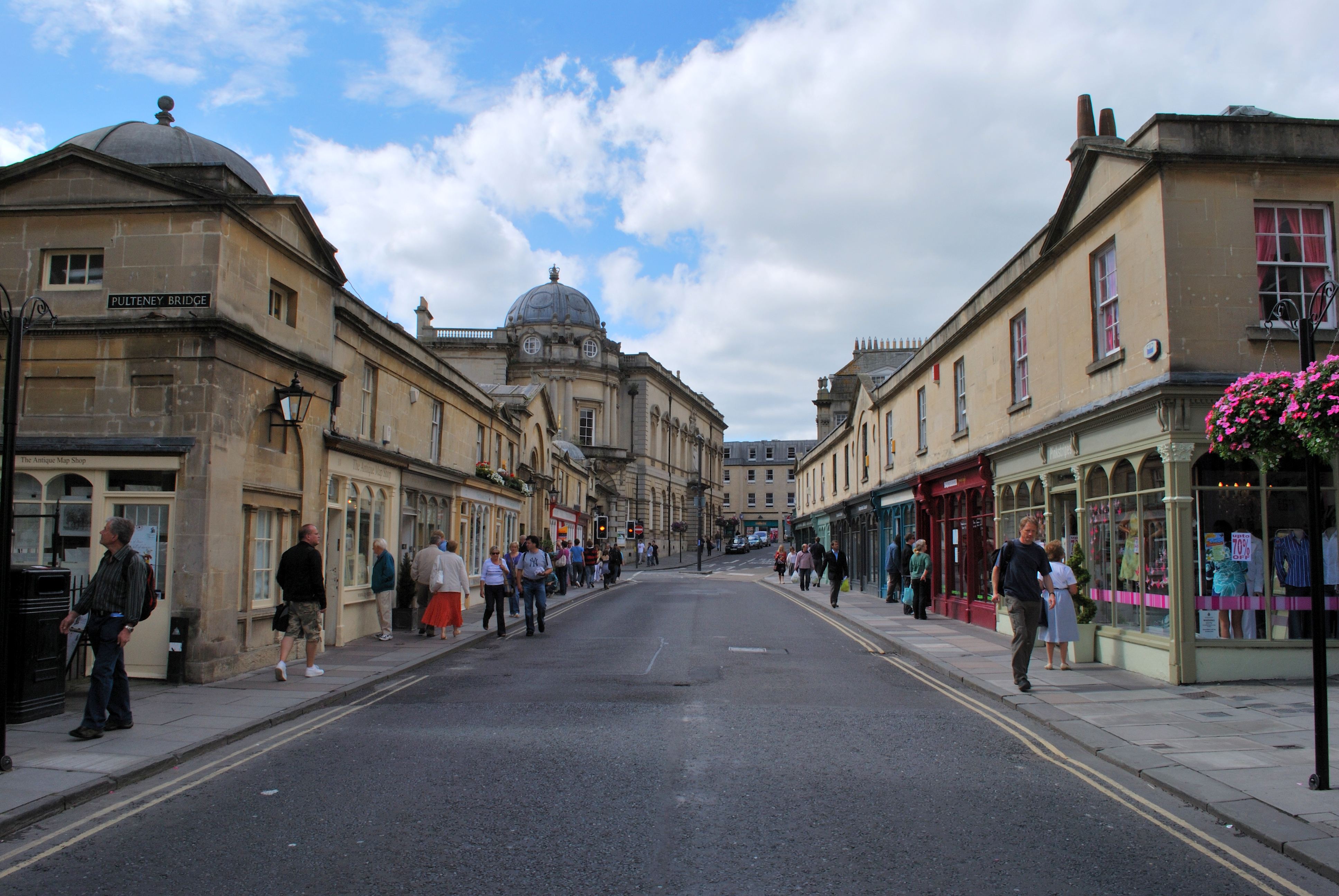
Wohn- und Geschäftshäuser auf der Pulteney Bridge

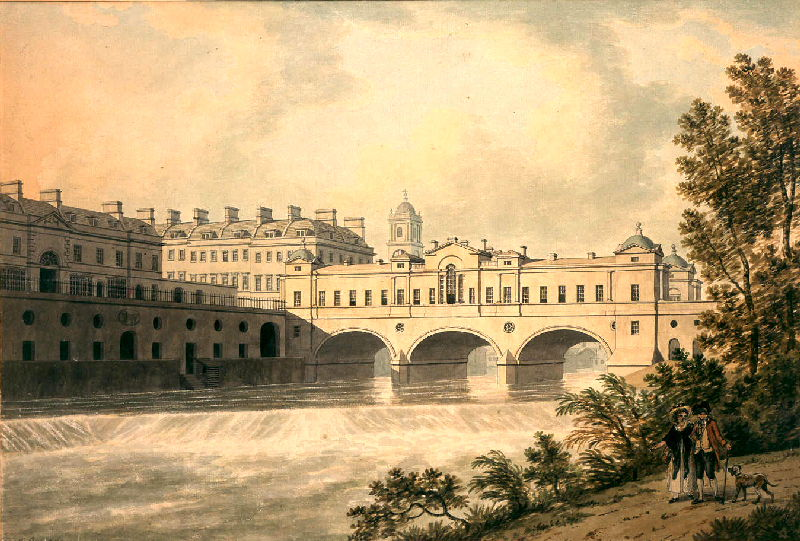
Pulteney Bridge (1785)

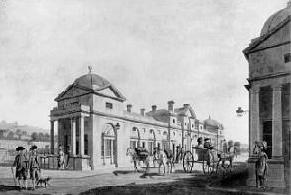
Geschäfte auf der Brücke (1779)

Die Pulteney Bridge ist eine Brücke in der südwestenglischen Großstadt Bath. Sie wurde von den schottisch-stämmigen, aber in London lebenden Architekten-Brüdern Robert († 1792) und James Adam († 1794) in den Jahren 1769 bis 1774 entworfen und gebaut. Sie zählt zu den wenigen von Geschäften gesäumten Brücken der Welt. Sie ist als Grade-I-Bauwerk eingestuft und gehört – neben zahlreichen anderen Bauten der Stadt – zum UNESCO-Weltkulturerbe.

## Lage
Die den Fluss Avon querende und von Wohn- und Geschäftshäusern bestandene Brücke befindet sich am nordöstlichen Ortseingang von Bath; sie ist nur etwa 300 bis 800 m von den Sehenswürdigkeiten der Innenstadt entfernt.

## Geschichte
Bis zur Fertigstellung der Brücke war das Zentrum von Bath nur von Norden oder aber mit Fährbooten erreichbar. Nach zwei beträchtlichen Erbschaften von den Earls of Pulteney änderte die in Bath lebende Familie Johnstone ihren Nachnamen und verwendete Teile ihres Vermögens zum Bau einer steinernen Brücke, deren Planung und Ausführung sie dem Architekten Robert Adam anvertraute. Da die Brücke lange Zeit die einzige in Bath war, war der Publikumsverkehr groß und die Geschäfte auf der Brücke machten gute Gewinne.

## Architektur
Adam konstruierte eine ca. 45 m lange und 15 m breite, dreibogige, ebene Brücke, deren Seiten – nach italienischen Vorbildern – von Geschäften gesäumt waren. Bereits im Todesjahr John Adams’ (1792) wurde die Brücke auf 18 m verbreitert, um die Verkaufs- und Lagerflächen der Geschäfte zu vergrößern. Nach Hochwasserschäden in den Jahren 1799 und 1800 wurde der Neubau einer stählernen Hängebrücke diskutiert, doch waren die Ausbesserungsarbeiten an den Brückenpfeilern bereits im Gange.

## Brücke heute
Weil Schäden und Unfälle befürchtet werden, ist die Brücke für den PKW-Verkehr gesperrt; Busse und Taxis dürfen sie jedoch auch weiterhin befahren.